# 浆果乌桕
浆果乌桕（学名：Sapium baccatum）为大戟科乌桕属下的一个种。